# Lazarev Krst
Lazarev Krst (cyr. Лазарев Крст) – wieś w Czarnogórze, w gminie Danilovgrad. W 2011 roku liczyła 37 mieszkańców.